# Hermann Joseph Muller
Hermann Joseph Muller, född 21 december 1890 i New York i New York, död 5 april 1967 i Indianapolis i Indiana, var en amerikansk genetiker som arbetade för Thomas Hunt Morgan. 

## Biografi
Muller blev filosofie doktor 1916 och 1925 professor vid Texas University, Austin. Han började tidigt delta i den morganska skolans arbeten med bananflugan för utredande av ärftlighetens materiella underlag. Senare sysselsatte sig Muller främst med effekten av röntgenstrålar på arvsenheterna och deras placering på kromosomerna. Muller utgav The mechanism of Mendelian heredity (2:a upplagan 1922) samt ett stort antal vetenskapliga specialavhandlingar.
Muller tilldelades Nobelpriset i fysiologi eller medicin 1946 för sin upptäckt av att röntgenstrålning framkallar mutationer. Han invaldes samma år som utländsk ledamot av Kungliga Vetenskapsakademien.